# Wielka Tymawa
Wielka Tymawa – wieś w Polsce położona w województwie warmińsko-mazurskim, w powiecie nowomiejskim, w gminie Biskupiec. 
Przed wybuchem II wojny światowej wieś leżała w gminie Łasin w powiecie grudziądzkim w województwie pomorskim z siedzibą w Toruniu. W okresie międzywojennym w miejscowości stacjonowała placówka Straży Celnej „Wielka Tymawa” a następnie placówka Straży Granicznej I linii „Wielka Tymawa”.
Do 1954 roku wieś leżała w gminie Łasin w powiecie grudziądzkim w województwie bydgoskim, następnie należała do gromady Podlasek w powiecie suskim w województwie olsztyńskim, a od 1 stycznia 1959 w powiecie iławskim tamże. 1 stycznia 1960 włączona do gromady Biskupiec w tymże powiecie. 1 stycznia 1973 włączona do powiatu nowomiejskiego i utworzonej tam gminy Biskupiec.
W latach 1975–1998 miejscowość administracyjnie należała do województwa toruńskiego. Przez wieś przechodzi droga wojewódzka nr 538.